# 阿塞扎公館

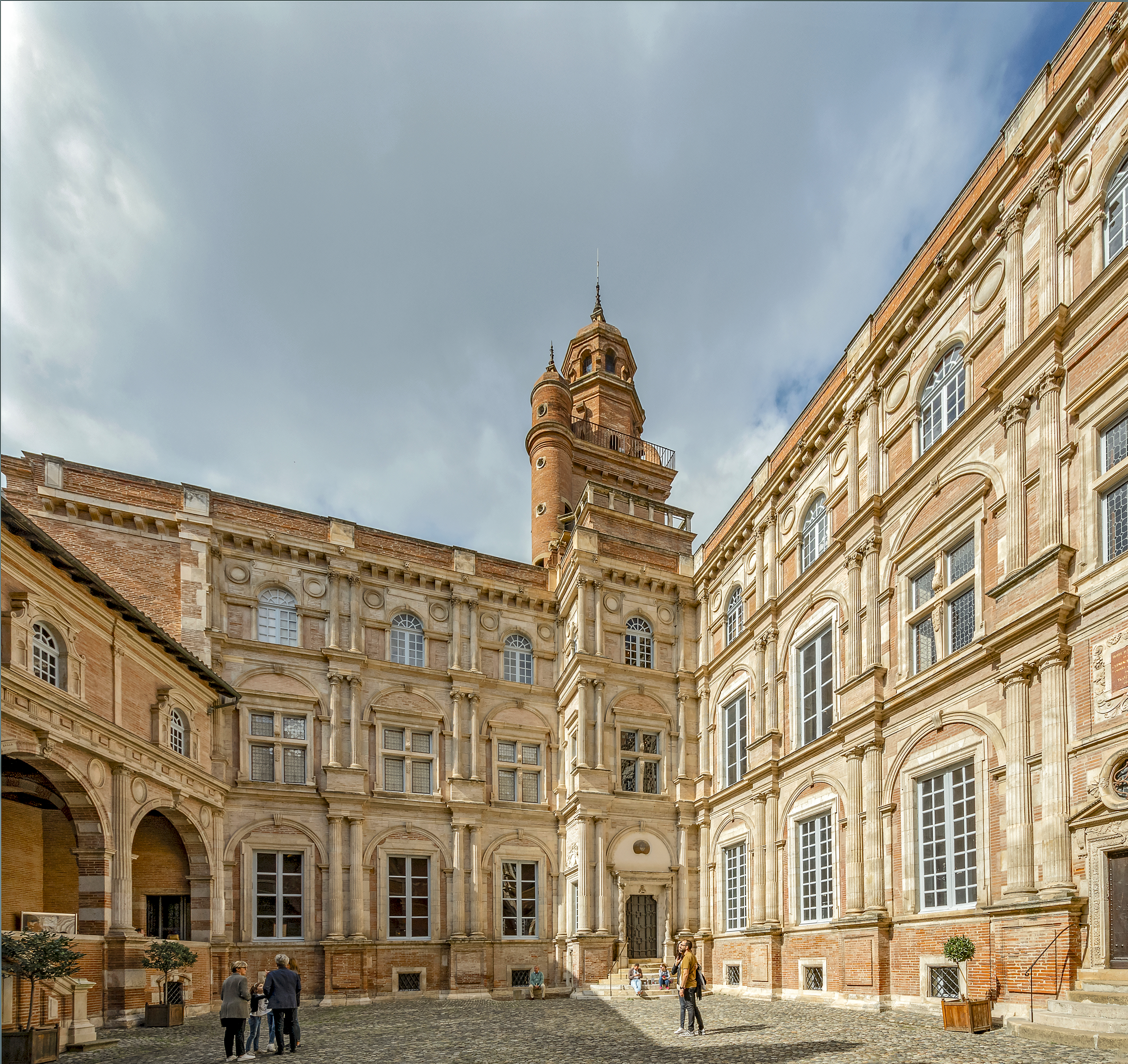
阿塞扎公館

阿塞扎公館（法語：Hôtel d'Assézat）是位於法國城市圖盧茲的一座美術館。

## 历史
阿塞扎公館開始修建於1555年，是法國南部文藝復興時期宮殿建築的代表作。阿塞扎公館現在由圖盧茲市所有，並且在1980年代得到翻修。1994年開始，阿塞扎公館成為一座美術館。